# Bat´ky
Bat´ky (ukr. Батьки) – wieś na Ukrainie, w obwodzie połtawskim, w rejonie połtawskim. W 2001 liczyła 742 mieszkańców, spośród których 718 wskazało jako ojczysty język ukraiński, 18 rosyjski, 2 białoruski, a 4 inny.